# Birkach (Ebensfeld)
Birkach ist ein Ortsteil des oberfränkischen Marktes Ebensfeld im Landkreis Lichtenfels.

## Geographie
Das Kirchdorf liegt knapp 4 km westlich von Ebensfeld in einer Senke eines Höhenzugs zwischen Maintal und Itzgrund. Er gehört zum Banzgau, einem lang gezogenen Dreieck zwischen der Itz und dem Main, südlich von Kloster Banz. Die Kreisstraße LIF 25 quert Birkach im Norden, der Untere Kreuzbach, ein östlicher Zufluss der Itz, entspringt südlich der Ortschaft. Durch den Ort verläuft der Fränkische Marienweg.

## Geschichte
Im 9. Jahrhundert wurde „Birchehe“ erstmals in den Traditionen des Klosters Fulda, die auf einer Abschrift im Codex Eberhardi aus dem 12. Jahrhundert beruhen, als im Besitz von Fuldaer Dienstleuten erwähnt. Die nächste Nennung war 1179, als der päpstliche Legat Petrus dem Kloster St. Theodor Besitz „in uillis vel uicis … Birckehe“ bestätigte.
1801 war der Ort Teil des Gebietes des Hochstifts Bamberg. Dorf-, Gemeinde- und Lehnsherr war die Bamberger Dompropstei, der auch ein Jägerhaus gehörte. Das Zehntrecht hatte das Rittergut zu Oberbrunn. Den zuständigen Pfarrer in Döringstadt und die geistliche Gerichtsbarkeit stellte das Bistum Würzburg. Neben dem Jägerhaus gab es in dem Dorf ein Gemeindehaus und 41 Häuser mit Stadel.
1862 wurde Birkach in das neu geschaffene bayerische Bezirksamt Staffelstein eingegliedert. Die Landgemeinde gehörte zum Landgericht Staffelstein.
1871 hatte Birkach 241 Einwohner und 52 Wohngebäude. Die katholische Schule befand sich im Ort. Das Dorf gehörte zum katholischen Kirchensprengel des drei Kilometer entfernten Döringstadt. 1900 hatte die Landgemeinde eine Fläche von 397,10 Hektar, 231 Einwohner, die alle katholisch waren, und 49 Wohngebäude. und 1925 218 Personen in 44 Wohngebäuden. 1950 waren es 277 Einwohner und 43 Wohngebäude. Der Ort gehörte zum Sprengel der katholischen Pfarrei in Medlitz beziehungsweise zu der evangelischen Pfarrei Lahm. Im Jahr 1970 zählte Birkach 236, 1987 238 Einwohner sowie 50 Wohnhäuser mit 60 Wohnungen.
Im Jahr 1957 ließ die Gemeinde das Haus der Bäuerin errichten, 1963 eine Volksschule. Am 1. Juli 1972 wurde der Landkreis Staffelstein aufgelöst. Birkach wurde in den Landkreis Lichtenfels eingegliedert und Ebensfeld als Gemeindeteil zugeschlagen.
In den Jahren 2001 bis 2006 erfolgte eine Erneuerung des Ortskerns rund um die Kirche. Zwei Straßen und der Kinderspielplatz wurden neu gestaltet. 2009 hatte der Ort einen landwirtschaftlichen Vollerwerbsbetrieb und 25 Nebenerwerbsbetriebe.

## Sehenswürdigkeiten
Die katholische Filialkirche Mariä Unbefleckte Empfängnis wurde von 1858 bis 1862 errichtet. Am 19. Mai 1863 war der Weihetag. Sie steht im Ortszentrum, am tiefsten Punkt der Siedlung, wo sich einst der Dorfweiher befand. Es ist ein neuromanisch-gotischer Hausteinquaderbau mit einem Dachreiter mit Spitzhelm. Die Kirche hat einen eingezogenen Chor mit einem Kappengewölbe, einen runden Chorbogen und ein dreiachsiges Langhaus mit Tonnenwölbung und Westempore.
In der Liste der Baudenkmäler in Birkach sind sechs Sehenswürdigkeiten aufgeführt.

## Söhne und Töchter des Ortes
- Johann Baptist Dietz (1879–1959), war römisch-katholischer Theologe und von 1939 bis 1958 Bischof des Bistums Fulda.